# 1809 w muzyce
Wydarzenia muzyczne w 1809 roku.

## Wydarzenia
- 1 lutego – premiera „Kantate zum Geburtstag von Amalia Beer” Meyera Beera[1][2]
- 3 stycznia – premiera „Bradamante” Johanna Friedricha Reichardta[1][2]
- 5 marca – premiera w Wiedniu „Sonaty na wiolonczelę i fortepian nr 3 A-dur, Op.69” Ludwiga van Beethovena[1][2]
- 15 sierpnia – w Paryżu miała miejsce premiera „MszyG-dur” Antonia Salieriego[1][2]
- 25 sierpnia – w bolońskim Liceo Musicale odbyła się premiera „Sinfonia in Mi bemolle maggiore” Gioacchina Rossiniego[1][2]
- 28 listopada – w paryskiej Académie Impériale de Musique odbyła się premiera opery Fernand Cortez Gaspare Spontiniego[1][2]
- 30 listopada – w paryskim Tuileries ma miejsce premiera opery Pimmalione Luigiego Cherubini[1][2]

## Urodzili się
- 20 stycznia – Sebastián Iradier, baskijski kompozytor muzyki popularnej (zm. 1865)
- 26 stycznia – Jan Krzeptowski, polski góral, honorowy przewodnik tatrzański, muzykant, myśliwy, gawędziarz i pieśniarz (zm. 1894)
- 3 lutego – Felix Mendelssohn-Bartholdy, niemiecki kompozytor okresu romantyzmu (zm. 1847)
- 19 marca – Friedrich Pacius, niemiecki kompozytor, dyrygent i pedagog muzyczny (zm. 1891)
- 31 marca – Otto Lindblad, szwedzki kompozytor i dyrygent (zm. 1864)
- 13 kwietnia – Aleksander Mirecki, polski skrzypek i pedagog (zm. 1882)
- 30 sierpnia – Adolf Hesse, niemiecki organista i kompozytor (zm. 1863)
- 22 października – Federico Ricci, włoski kompozytor operowy (zm. 1877)

Data dzienna nieznana
- Aleksander Wicherski,  polski kompozytor, krytyk muzyczny, malarz, poeta (zm. 1857)

## Zmarli
- 7 marca – Johann Georg Albrechtsberger, austriacki kompozytor i teoretyk muzyki (ur. 1736)
- 17 kwietnia – Johann Christian Kittel, niemiecki organista, kompozytor i pedagog (ur. 1732)
- 31 maja – Joseph Haydn, austriacki kompozytor okresu klasycyzmu (ur. 1732)
- 24 lipca – Johann Gottfried Eckard, niemiecki pianista i kompozytor (ur. 1735)
- 21 września – Alexander Reinagle, angielski kompozytor, organista i pedagog muzyczny (ur. 1756)
- 26 listopada – Nicolas Dalayrac, francuski kompozytor operowy (ur. 1753)
- 31 grudnia – Franz Beck, niemiecki kompozytor (ur. 1734)

## Muzyka poważna
- 12 lipca – w „Allgemeine musikalische Zeitung” opublikowano pierwszą z siedmiu części pierwszej biografii Josepha Haydna autorstwa Georga Augusta Griesingera[1][2]
- 26 lipca – publikacja „Sonaty na fortepian i cztery ręce, Op. 67 No 1”, „Sonaty na fortepian i cztery ręce,Op. 67 No 2”, „Sonaty na fortepian i cztery ręce, Op. 67 No 3” oraz „Notturno na fortepian i skrzypce, Op.68” Jana Ladislava Dusseka w londyńskiej Stationers’ Hall[1][2]